# Фас
Фас је у грчкој митологији био један од Ликаонида. 

## Митологија
Био је један од Ликаонових синова кога је поменуо Аполодор.

## Биологија
Латинско име ове личности (Phassus) је назив за род у оквиру групе инсеката.